# Rudolf Kreitlein
Rudolf Kreitlein (* 14. November 1919 in Fürth; † 31. Juli 2012 in Stuttgart) war ein deutscher Fußballschiedsrichter. Zusammen mit Ken Aston erfand er 1966 die Rote und Gelbe Karte im Fußball.

## Leben
Kreitlein wurde 1919 in Fürth geboren. Der Schneidermeister begann seine Karriere als Schiedsrichter im Jahr 1937. Im Zweiten Weltkrieg geriet er in amerikanische Kriegsgefangenschaft. In dieser Zeit bildete er in den USA unter anderem Schiedsrichter aus. Nach dem Krieg war er zunächst Spielertrainer beim FV Kirchheim/N und ab 1949 Vertragsspieler beim Stuttgarter SC, bis er seine Fußballerkarriere 1951 wegen einer Meniskusverletzung beenden musste. Er wurde dann wieder als Schiedsrichter tätig. Kreitlein leitete insgesamt 18 Länderspiele, darunter zwei Spiele bei der Weltmeisterschaft 1966. Im Jahr 1965 pfiff er das Weltpokalfinale zwischen Inter Mailand und CA Independiente. Ein weiteres bedeutendes Spiel, das Kreitlein als Schiedsrichter leitete, war das Europapokal-Finale der Landesmeister 1966 zwischen Real Madrid und dem FK Partizan Belgrad.
Kreitlein zählte in den 1950er- und 1960er-Jahren zu den berühmtesten Schiedsrichtern weltweit. Bereits in der Saison 1963/64 leitete er 13 deutsche Bundesligaspiele. Kreitlein beendete seine internationale Karriere als Schiedsrichter im Jahr 1967, als er die Altersgrenze erreicht hatte; leitete jedoch noch bis 1969 Bundesliga-Spiele. Insgesamt leitete er 66 Spiele in der ersten Fußball-Bundesliga und fünf Spiele im DFB-Pokal. Ebenfalls war er zwischen 1955 und 1963 in sieben Spielen der deutschen Fußballmeisterschaft des DFB und in neun Aufstiegsrundenspielen zur 1. Bundesliga als Schiedsrichter eingesetzt.
Als einem der bedeutendsten Schiedsrichter des Württembergischen Fußballverbandes wurde ihm 2 mal die Spielleitung des Endspiels um den WFV-Pokal angetragen. Zudem war er pokalseitig auf internationalem Parkett unterwegs und pfiff das Endspiel um den türkischen Pokalwettbewerb 1965/66, in dem Galatasaray Istanbul sich in einem Derby gegen Beşiktaş Istanbul durchsetzte.

## Fußball-Weltmeisterschaft 1966 und die Erfindung der Gelben und Roten Karte
Der Höhepunkt von Kreitleins Karriere war seine Nominierung durch die FIFA für die Fußball-Weltmeisterschaft 1966 in England. Er leitete bei diesem WM-Turnier zwei Spiele: zunächst in der Vorrunde die Begegnung zwischen der Sowjetunion und Italien und später im Viertelfinale das Spiel von Gastgeber England gegen Argentinien. An der Linie assistierten Kreitlein beim Viertelfinalspiel die europäischen Schiedsrichterlegenden Gottfried Dienst und István Zsolt. Dienst leitete später das Finale zwischen England und Deutschland.
Das Spiel war schon in der Anfangsphase aggressiv, sodass Kreitlein bereits drei Argentinier und zwei Engländer verwarnt hatte, als er in der 35. Minute Argentiniens Kapitän Antonio Rattín vom Platz stellte. Dieser war hinter ihm hergelaufen und hatte ihn angebrüllt. Kreitlein hatte dies, obwohl er kein Spanisch verstand, als Beleidigung aufgefasst. „Er habe das vom Gesichtsausdruck abgelesen, sagte der deutsche Schiedsrichter später.“ Rattín, der kein Deutsch und Englisch sprach, hatte jedoch lediglich einen Dolmetscher gefordert und weigerte sich, das Spielfeld zu verlassen. Englische Polizisten mussten den hünenhaften Rattín vom Platz führen. Der nur 1,68 Meter große Kreitlein erhielt nach dem Spiel den liebevoll-spöttischen Spitznamen „tapferes Schneiderlein“.
Nach dem Spiel befand sich der britische Betreuer der Schiedsrichter Ken Aston auf dem Weg zum Hotel, als er an einer Ampel halten musste. Er hatte die Idee, dass rote und gelbe Karten ein internationales Mittel der Verständigung im Fußball sein könnten und besprach sie am nächsten Tag mit Kreitlein. Der legte den Vorschlag der FIFA vor, die ihn annahm und 1970 umsetzte.
Kreitlein war als Schiedsrichter für das WM-Finale 1966 vorgesehen, durfte es jedoch nicht leiten, weil einer der Finalisten Deutschland war.